# Resource Description Framework
Resource Description Framework (RDF) é uma família de especificações da World Wide Web Consortium (W3C) originalmente planejada como um modelo de dados para metadados. Vem sendo utilizada como um método geral para a descrição conceitual ou de modelagem de informação, implementada em recursos Web, utilizando uma variedade de sintaxes e formatos de serialização. É também utilizada em aplicações de gerenciamento do conhecimento.
A RDF foi aprovada pelo W3C como recomendação em 1999. A especificação RDF 1.0 foi publicada em 2004, tendo uma atualização (RDF 1.1) em 2014.
Arquivos RDF são modelos ou fontes de dados, também conhecidos como metadados, tecnologia endossada e recomendada pela W3C desde fevereiro de 1999, tendo como principais objetivos criar um modelo simples de dados, com uma semântica formal, usar vocabulários baseados em URIs e sintaxes baseadas em XML. Os arquivos RDF têm três componentes básicos: recurso, propriedade e valor, o que torna a linguagem altamente escalável.
- Recurso: qualquer coisa que pode conter um URI, incluindo as páginas da Web, assim como elementos de um documento XML.
- Propriedade: um recurso que tenha um determinado nome e possa ser utilizado como uma propriedade.
- Valor: consiste no valor de uma propriedade, pode ser outro recurso ou valor literal.

Atualmente, os principais buscadores utilizam RDFs fornecidos pelos websites para otimizar os rankings de indexação, dessa forma, os sites que contenham tais informações podem ser melhor qualificados nos resultados de busca.